# مرداب بدبو

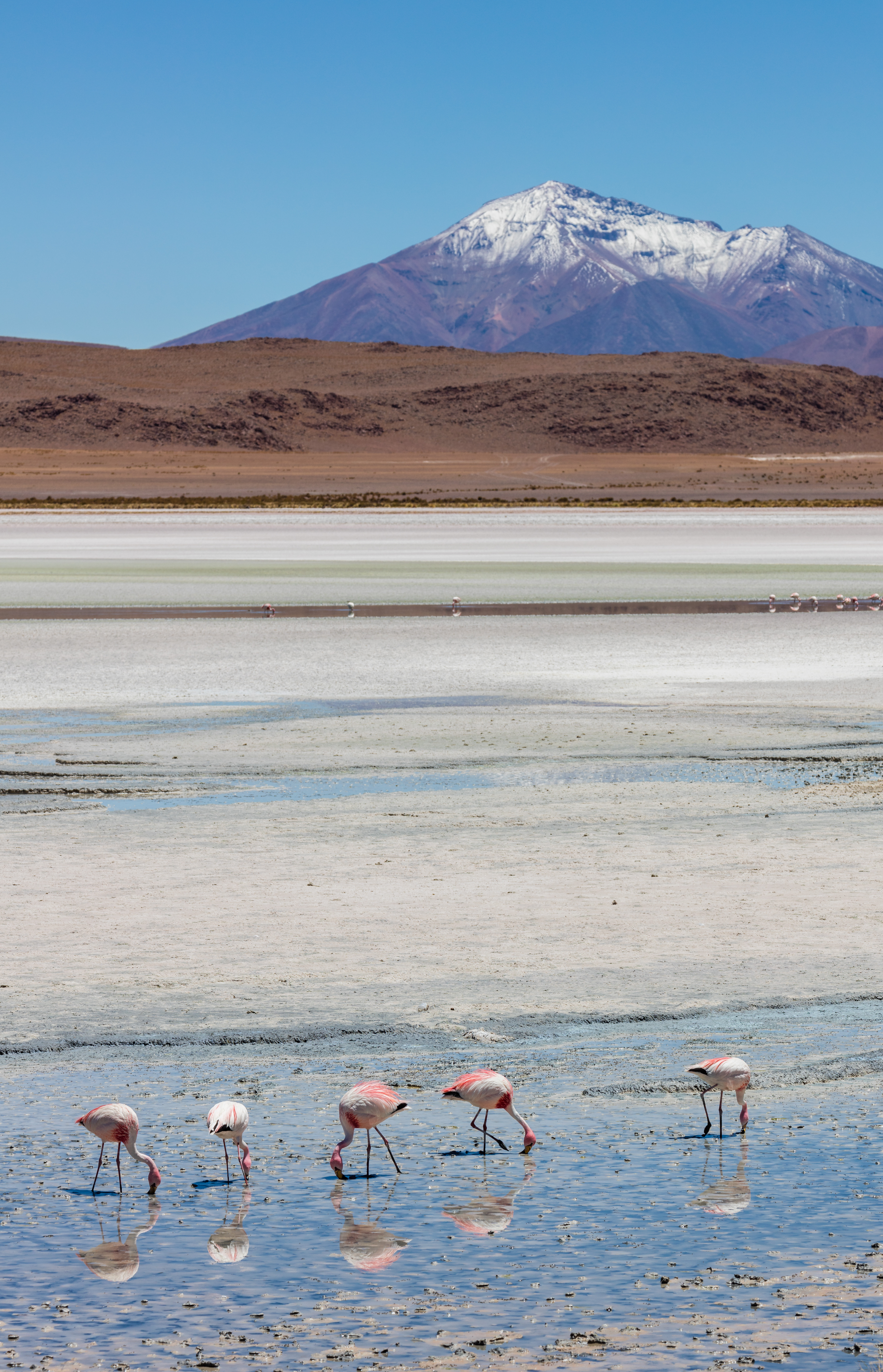
نگاره‌ای از مرداب بدبو. در بک‌گراند، کوه سِرو کاناپا با قله بسیار برجسته واقع شده‌است.

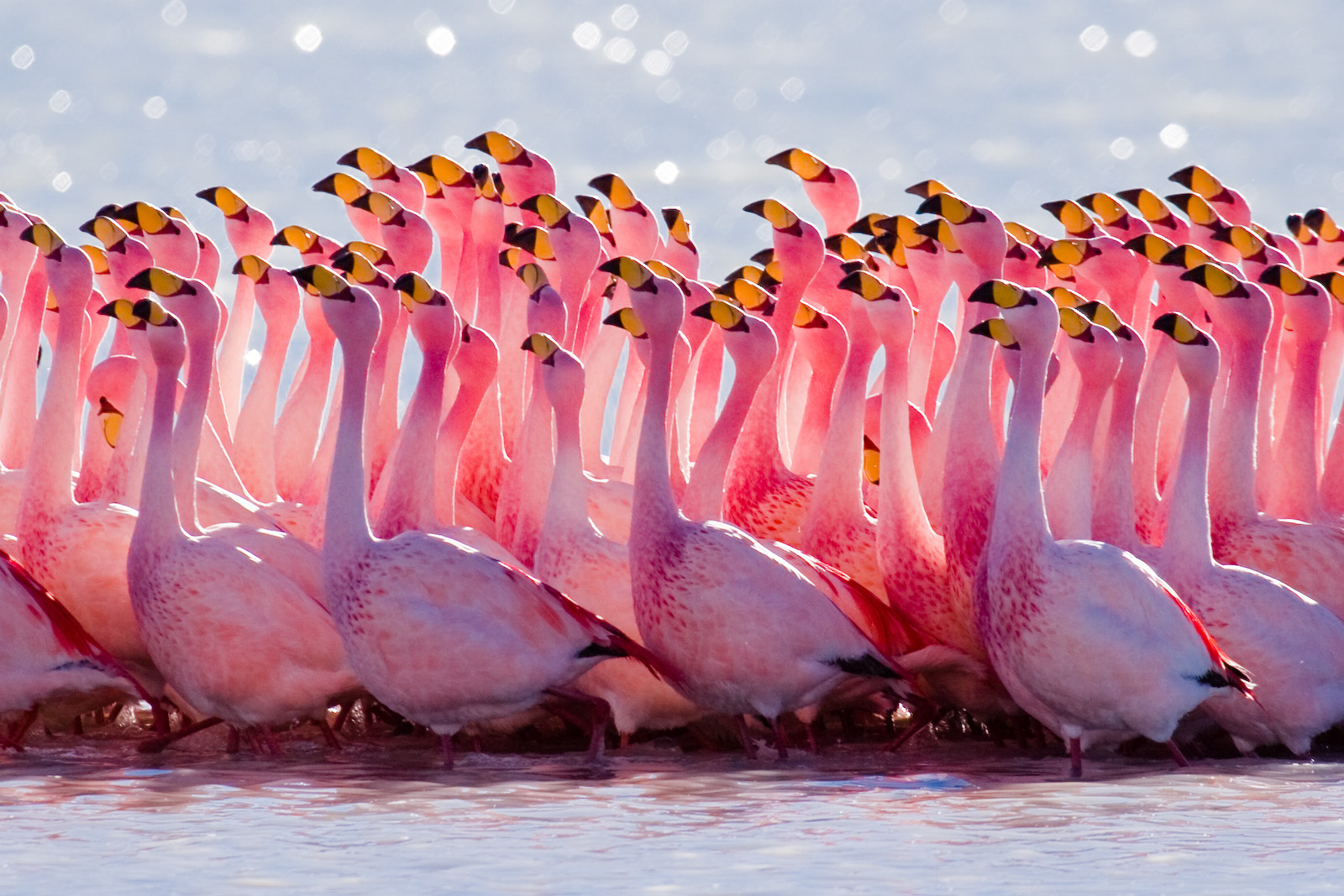
زیست‌گاه اصلی فلامینگوهای بال‌آتشی در ارتفاعات رشته‌کوه آند و مناطق بسیار محدودی در پرو، شیلی، بولیوی و آرژانتین است.

مرداب بدبو (به اسپانیایی: Laguna Hedionda)، دریاچهٔ آب شوری در شهرستان پوتوسی واقع در استان نور لیپز، بولیوی است. این مرداب که ۳ کیلومتر مربع وسعت دارد، زیست‌گاه انواع فلامینگو است. مرداب بدبو یکی از ۹ دریاچهٔ کوچک واقع در فلات آند و کوه‌های آند است.

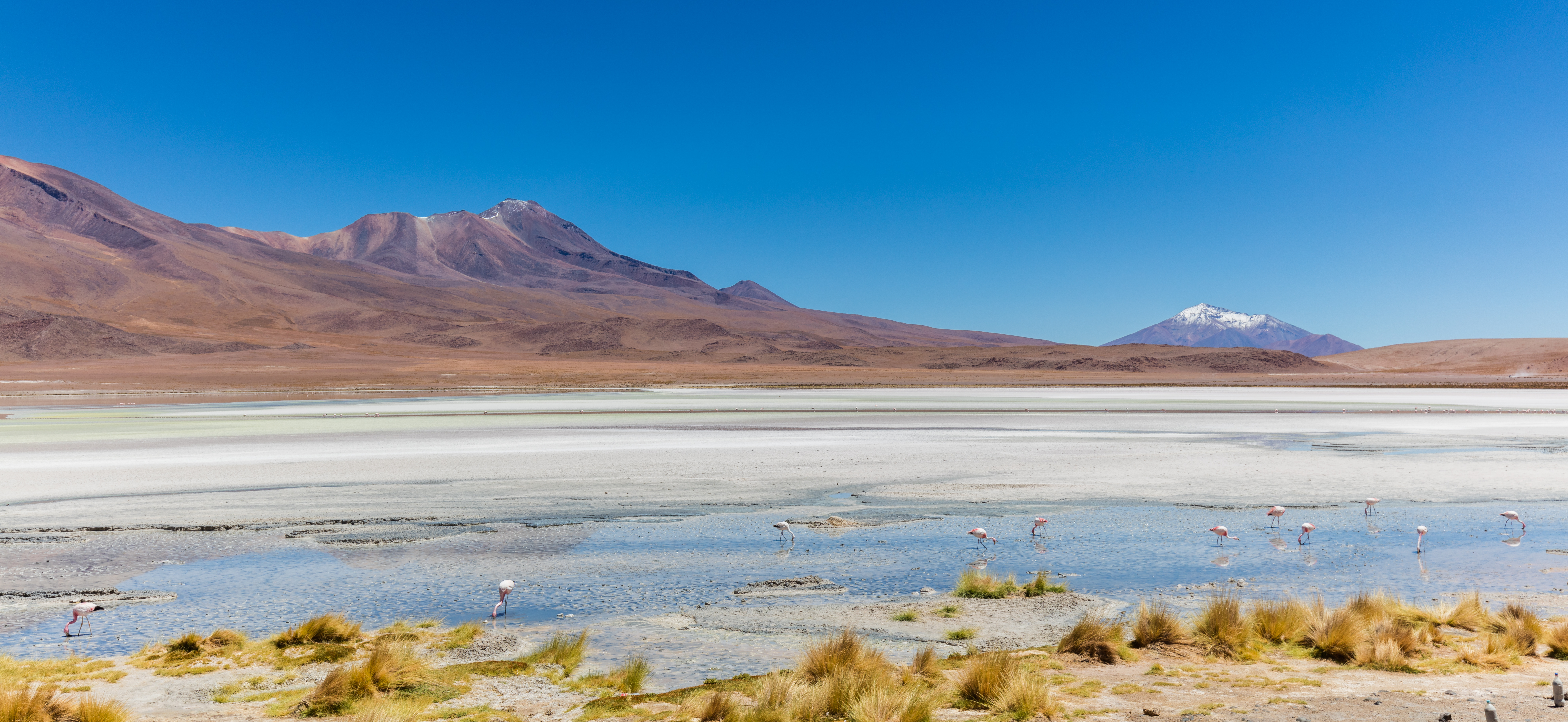
سراسرنمایی از مرداب بد بو